# Ђуревићи
Ђуревићи су насељено мјесто у општини Вишеград, Република Српска, БиХ. Према попису становништва из 2013. у насељу је живјело 13 становника.

## Географија
Налази се на 291-624 метара надморске висине, површине 2,64 км2, удаљено око 20 км од општинског центра. Припада мјесној заједници Клашник. Разбијеног је типа, а засеоци су Ђуревићи, Николићи, Поље и Ристићи. Налази се на десној обали Дрине (Перућачког језера). Кроз атар протиче поток Клашник, који се улива у Дрину. Послије изградње Хидроелектране "Бајина Башта" (1966) терен је постао порозан и честа је појава клизишта, а 2016. настрадале су три куће. Становништво се одувијек бавило земљорадњом, сточарством, воћарством и риболовом. Најближа црква налази се у селу Блаце. У атару постоји гробље. Ђаци су основну школу похађали у селима Клашник и Прелово. Село је добило електричну енергију 1972. године. Мјештани се снабдијевају водом из локалног водовода, спроведеног са извора Клашник.

## Историја
У атару постоје двије средњовјековне некрополе, са укупно десет стећака. Према предању, крајем 18. вијека на овај простор доселио се неки Ђуро, по коме је село добило име. Солунски добровољци били су Јевто и Радоје Васиљевић, Стојан Ковачевић и Јован Ристић. У Другом свјетском рату мјештани су већином приступали Југословенској војсци у Отаџбини. Погинуо је један борац Народноослободилачке војске Југославије и четири цивила. У Одбрамбено-отаџбинском рату 1992-1995. погинуо је један борац Војске Републике Српске.

## Становништво
Село је 1879. имало 14 домаћинстава и 86 становника (82 православца и четири муслимана); 1910. - 132 становника; 1948. - 175; 1971. - 127; 1991. - 58 (Срби); 2013. - шест домаћинстава и 13 становника (Срби). Породице Бајић, Васиљевић, Марковић, Ристић, Тадић, Шпињо славе Ђурђевдан. У селу је раније живјела и породица Ковачевић (крсна слава Мратиндан).
| Демографија | Демографија | Демографија |
| Година      | Становника  | Становника  |
| ----------- | ----------- | ----------- |
| 1910.       | 132         |             |
| 1948.       | 175         |             |
| 1961.       | 197         |             |
| 1971.       | 127         |             |
| 1981.       | 93          |             |
| 1991.       | 58          |             |
| 2013.       | 13          |             |